# Mercedes-Benz G-Klasse

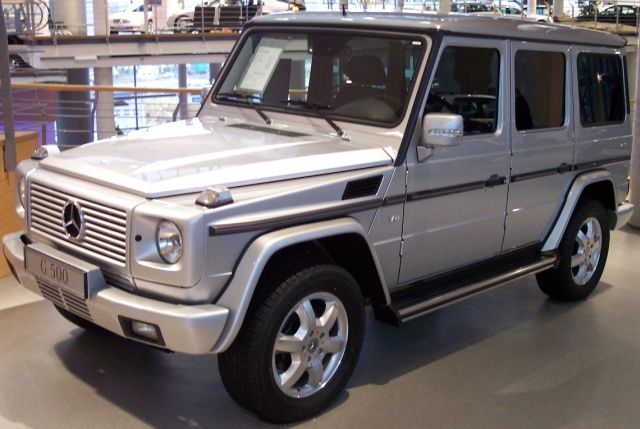
Mercedes-Benz G 500

De Mercedes-Benz G-Klasse werd in 1979 op de markt gezet als een militaire terreinwagen. Het robuuste karakter van de auto en zijn off-roadcapaciteiten maken de Geländewagen (vrij vertaald naar terreinwagen) de keuze voor het Nederlandse (sinds 1992) en Duitse leger en talloze beveiligingseenheden wereldwijd.
In 2014 is er ook een 6x6-pickupvariant gekomen van de Mercedes G. Deze heeft zes aangedreven wielen.

## Geschiedenis
De G-Klasse is ontwikkeld als een militair voertuig op suggestie van Mohammad Reza Pahlavi, de sjah van Iran, die destijds een belangrijke Mercedes-aandeelhouder was. In 1979 verscheen ook een civiele versie.
In zijn nu al ruim meer dan veertigjarige bestaan is het exterieur nauwelijks gewijzigd. Wel zijn de motoren constant vervangen en het interieur heeft in de loop der jaren steeds een opfrisbeurt gekregen. In 2009 kwam de G-Klasse 30th Edition op de markt, als bijzonder jubileummodel.

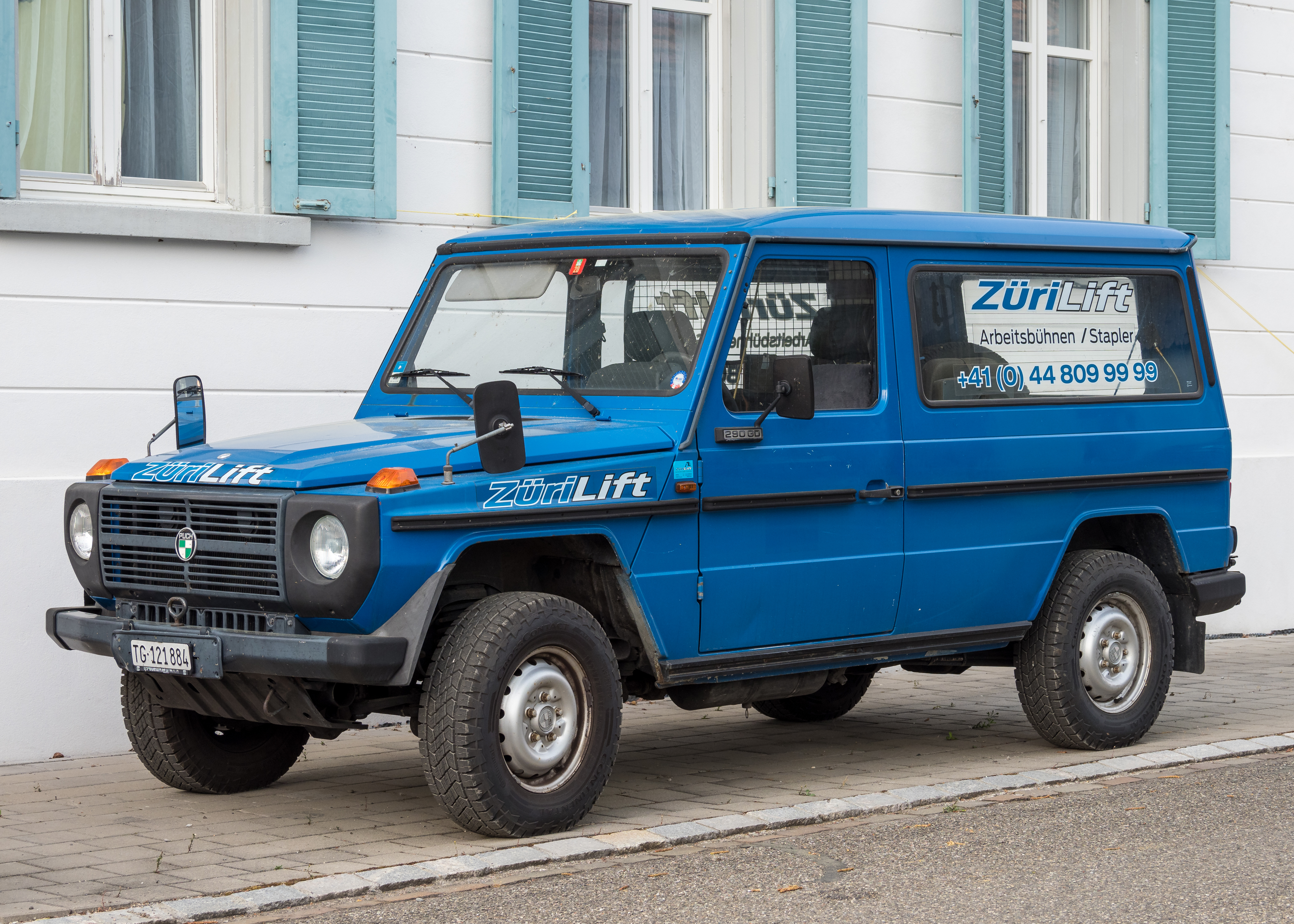
Steyr Daimler Puch 290GD

De Mercedes-Benz G-Klasse is leverbaar in verschillende carrosserievarianten, te weten een pick-up, ambulance, van, een korte station-uitvoering, een lange station-uitvoering, cabriolet, een militair scoutvoertuig en een verlengde uitvoering met achterdeuren.
De Mercedes-Benz G-Klasse kent vier typeringen door de jaren heen: 460, dit was de eerste G-Klasse, 462 werd geassembleerd in Griekenland voor het leger.  In 1990 kwam de 463 Baureihe uit, een luxueuze versie met een interieur dat meer aan dat van een personenwagen deed denken. Omdat de 463 feitelijk te luxe was geworden, kwam de 461 uit. Deze meer eenvoudige versie met stoffen bekleding en een simpel interieur is nog lang verkrijgbaar geweest voor utiliteitsklanten zoals boeren, brandweer, bouw, etc.
Er zijn zowel diesel- als benzinevarianten op de markt gebracht. Bijna alle zwaardere Mercedes-Benz-personenwagenmotoren hebben in de G-Klasse hun plek onder de motorkap wel gevonden. De G-Klasse wordt vandaag de dag gekenmerkt door zijn klassieke uitstraling, zijn zeldzame verschijning en zijn luxueuze interieur, dat niet onderdoet voor de Mercedes topklasse sedans.
De G-Klasse is een van de meest waardevaste auto's die er op dit moment te koop is. De vraag naar de G-Klasse is extreem hoog en sinds de stijgende populariteit van het SUV-segment is de verkoop sterk gestegen, voornamelijk in de Verenigde Staten.
In 2004 kwam Mercedes Benz met de G 55 Kompressor, een 476 pk sterke G-Klasse, de ultieme G-Klasse gebouwd door huistuner AMG.
De G-Klasse wordt gebouwd in Graz, door Steyr-Daimler-Puch; een industrieel verbond dat al reeds dertig jaar de productie van de G-Klasse verzorgt. De auto wordt grotendeels met de hand gebouwd.

## Speciale uitvoeringen

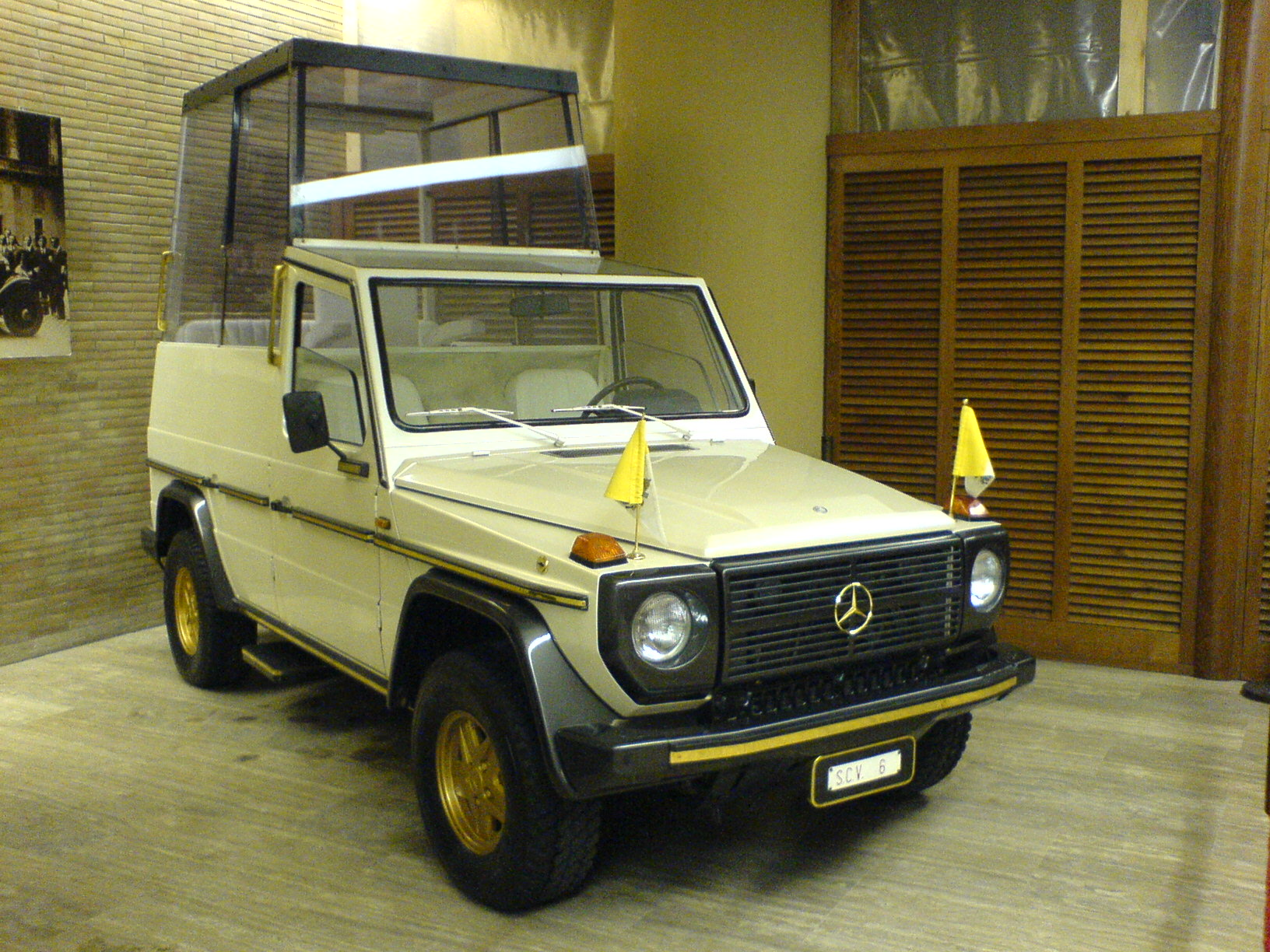
Pausmobiel (Mercedes G-Klasse)
In het Vaticaanmuseum

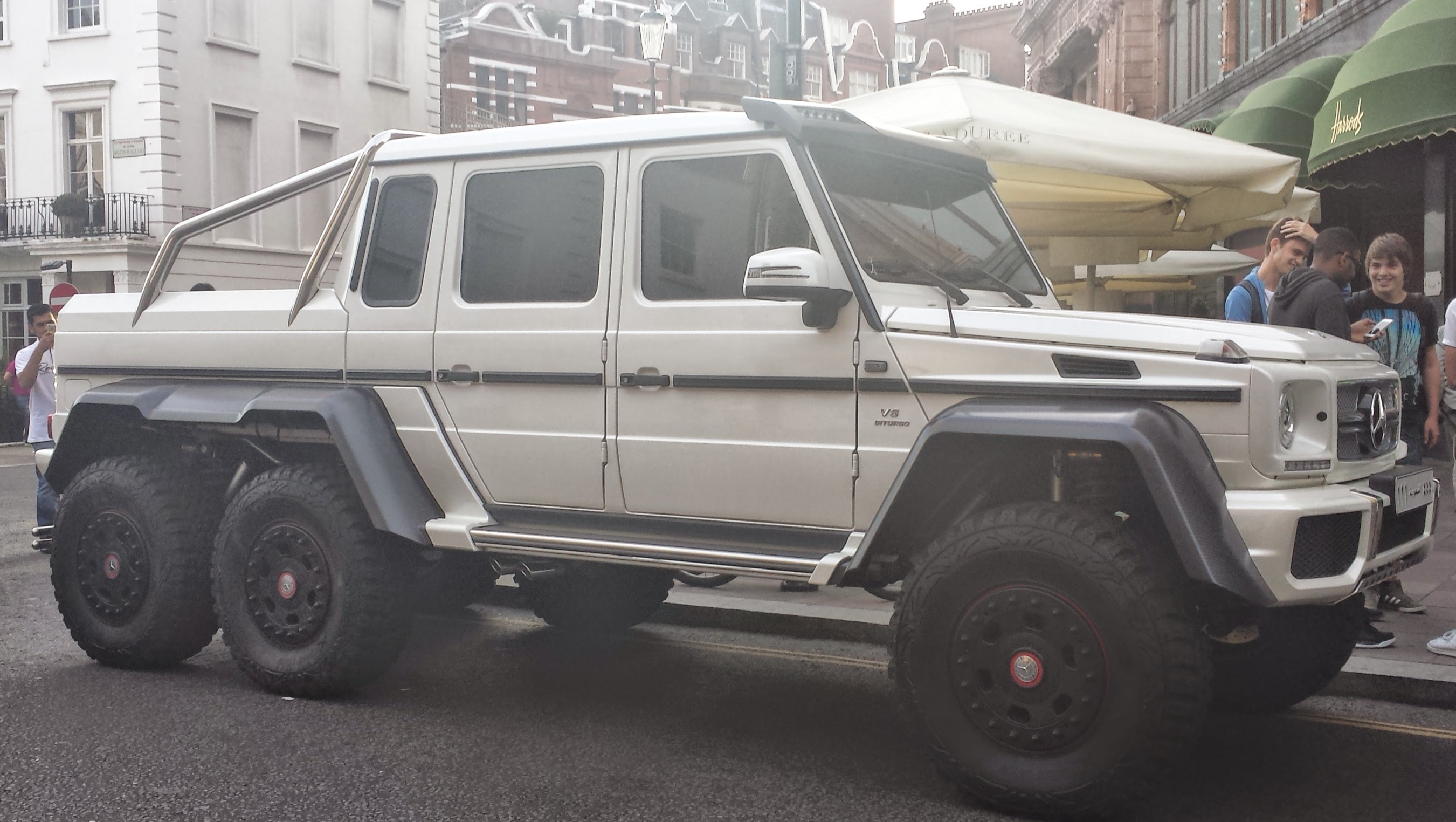
de zeswielige versie

- De Pausmobiel een G-Klasse gemodificeerd, speciaal gebouwd om de paus in te vervoeren.
- 1989: de Mercedes-Benz 230GE Classic, gebouwd in een oplage van driehonderd exemplaren, ter ere van het tienjarig productiejubileum.
- 1993: de Mercedes-Benz 500GE, gebouwd in een oplage van vijfhonderd exemplaren. Twaalf exemplaren werden als 500GE 6.0AMG uitgevoerd.
- 1994 - 1997: de Mercedes-Benz G36 AMG, gebouwd in een oplage van 120 stuks en enkel in Japan geleverd. Dit is de eerste AMG G-Klasse ooit.
- 1999: de Mercedes-Benz G500 Classic, vervaardigd in een oplage van vierhonderd exemplaren, ter ere van het twintigjarig productiejubileum.
- 2004: de Mercedes-Benz G500 Classic 25-jarig productiejubileum
- 2005: Mercedes-Benz G55 K AMG, om de 25e verjaardag van de G-Klasse te kenmerken.
- 2009: Mercedes-Benz G 280 CDI die gebaseerd is op de G 461-serie, Edition30. Ter ere van het dertigjarig productiejubileum.
- 2013: Mercedes-Benz G63 AMG 6X6, is de zeswielversie van de normale G-Klasse met een pick-up achterbak, zeventrapsautomaat met een 557 pk sterke V8 AMG motor die van 0-100 gaat in 7,8 seconden op asfalt en is begrensd op ongeveer 160 km/u. Deze G-Klasse werd geproduceerd nadat de vraag vanuit het Australische leger kwam voor een G-Klasse met meer wielen. Er zijn slechts iets meer dan honderd exemplaren gebouwd. De productie eindigde begin 2015.
- 2017: Mercedes-Maybach G650 Laundalet

## Peugeot
Peugeot bouwt de Peugeot P4, die gebaseerd is op de G-Klasse, maar voorzien is van een Peugeot-motor. Deze is alleen leverbaar in Frankrijk en van Frankrijk afhankelijke gebieden.

## Motoren

### Benzine
- 230 G (4 in lijn) 66 kW (90 pk)
- 230 GE (4 in lijn) 92 kW (125 pk)
- 280 GE (6 in lijn) 110 kW (150 pk)
- 300 GE (6 in lijn) 125 kW (170 pk)
- 500GE (V8) 177 kW (240 pk)
- 320 GE (6 in lijn) 155 kW (211 pk)
- G 36 AMG (6 in lijn) 190 kW (258 pk)
- G 500 (V8) 218 kW (296 pk)
- G 500 (V8) 285 kW (388 pk)
- G 55 (V8) 259 kW (354 pk)
- G 55 AMG (V8 compressor) 350 kW (476 pk)
- G 55 AMG (V8 compressor) 373 kW (507 pk)
- G 63 AMG (V8 twin turbo) 400 kW (544 pk)
- G 65 AMG (V12 twin turbo) 450 kW (612 pk)

### Diesel
- 240 GD (4 in lijn) 53 kW (72 pk)
- 250 GD (5 in lijn) 62 kW (84 pk)
- 300 GD (5 in lijn) 65 kW (88 pk)
- 290 GD (5 in lijn) 70 kW (95 pk)
- 290 GD (5 in lijn turbo) 88 kW (120 pk)
- 300GD (5 in lijn) 70 kW (95 pk)
- 300 GD (6 in lijn) 83 kW (113 pk)
- 350 GDT (6 in lijn turbo diesel) 100 kW (136 pk)
- G 300 TD (6 in lijn turbo) 130 kW (177 pk)
- G 270 CDI (5 in lijn turbo) 115 kW (156 pk)
- G 320 CDI (V6 turbo) 165 kW (224 pk)
- G 350 CDI (V6 turbo) 155/165 kW (211/224 pk)
- G 400 CDI (V8 turbo) 184 kW (250 pk)